# 原町加工紙
株式会社原町加工紙（はらまちかこうし）は、ポケットティッシュ、ボックスティッシュを製造している静岡県沼津市原にある株式会社。モットーは「やわらかさと優しさをあなたに届けたい」。

## 開発品目
感性工学を利用した柔らかいティッシュペーパーの開発を行った。

## その他
2020年4月に、新型コロナウイルス感染症の世界的流行に伴うマスク不足への対応として、ティッシュペーパーを利用した簡易的なマスクを制作し配布したことがある。